# 빈츠
빈츠는 롯데웰푸드가 생산하는 비스킷 위에 초콜릿을 씌운 과자다. 한 개에 8.5g이며 45kcal이다. 통밀을 사용한 제품의 경우, 한 개에 10.3g이며, 55kcal이다.